# Stig von Bahr
Stig von Bahr, född 26 juni 1939 i Uppsala, är en svensk jurist. Han var domare i EU-domstolen 2000–2006 och ordförande för Regelrådet 2008–2012.
Stig von Bahr är son till överläkaren Viktor von Bahr och Anna, född Abramson. Stig von Bahr blev jur.kand. 1963 och gjorde tingstjänstgöring 1964–1966. Han tjänstgjorde i Kammarrätten 1967–1968, hos Justitieombudsmannen 1969–1972 och i Finansdepartementet 1972–1985. Han utnämndes till kammarrättsråd vid Kammarrätten i Göteborg 1981 och till regeringsråd 1985. Stig von Bahr var domare i EU-domstolen 2000–2006. Därefter var han ordförande i Regelrådet 2008–2012.
von Bahr har medverkat i ett stort antal offentliga utredningar, främst på det skatterättsliga området och på redovisningsområdet. Han var ordförande i bland annat kommittén om inflationskorrigerad inkomstbeskattning, redovisningskommittén och utredningen om reglerna för beskattning av ägare i fåmansföretag, har därtill varit bland annat ordförande i Bokföringsnämnden och ledamot i Domstolsverkets respektive Finansinspektionens styrelser. Han har publicerat ett stort antal artiklar, främst på det skatterättsliga området.
2006 förlänades han H.M. Konungens medalj i 12:e storleken i Serafimerordens band "för betydelsefulla insatser för rättsväsendet,
nationellt och internationellt".